# Kyuichi Tokuda
Kyuichi Tokuda (徳田 球一, Tokuda Kyūichi, 12 de setembro de 1894 – 14 de outubro de 1953) foi um político japonês e primeiro Presidente do Partido Comunista Japonês de 1945 até sua morte em 1953.

## Biografia

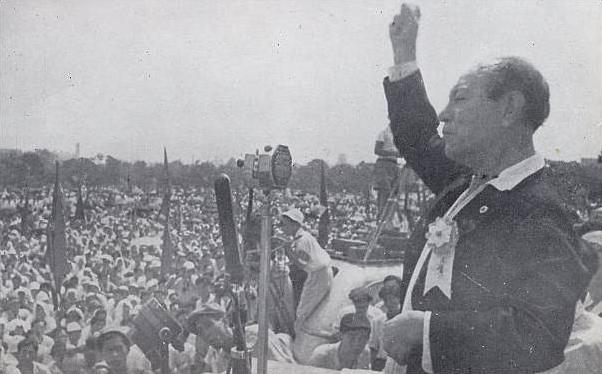
Kyuichi Tokuda durante um discurso em 1946

Kyuichi Tokuda nasceu em 1894 em Okinawa e tornou-se advogado após se formar na Universidade Nihon em 1920. Ingressou no Partido Comunista Japonês em 1922 e tornou-se membro de seu Comitê Central.
Foi preso em março de 1928 por suspeita de violar a Lei de Preservação da Paz e passou quase 18 anos na prisão, sendo libertado em outubro de 1945. Enquanto estava na prisão, ocupou uma cela ao lado do colega e líder Comunista Yoshio Shiga. Após sua libertação, ele teria sido içado aos ombros por uma multidão de Comunistas e coreanos cantando mensagens anti-imperiais.
Após a Segunda Guerra Mundial, foi eleito para a Câmara dos Representantes nas eleições gerais de 1946. Em 1948, enquanto fazia um discurso, sofreu uma tentativa de assassinato quando uma garrafa de refrigerante carregada de dinamite foi jogada em seus pés, mas sobreviveu. Em 1950, era considerado o segundo em comando do Partido Comunista e um dos maiores apoiadores do líder do partido Sanzo Nosaka. Junto com outros líderes do Partido, foi expurgado da política durante a Ocupação dos Aliados no Japão. Posteriormente foi exilado para a China, onde morreu em 1953. Durante seus últimos anos na China, liderou uma facção do Partido Comunista Japonês e organizou operações violentas no Japão.

## Obras
- Dezoito anos na prisão (Gokuchu juhachi-nen) por Kyuichi Tokuda e Yoshio Shiga. Publicado pelo Partido Partido Comunista Japonês em 1948.
- Apelo ao Povo

## Na cultura popular
- Tokuda aparece no videogame Hearts of Iron IV da Paradox Interactive como líder do Partido Comunista Japonês. Se o Japão renuncia ao fascismo de Hirohito e abraça o comunismo, ele se torna o líder do Japão. No entanto, na realidade ele estava preso durante os principais eventos de Hearts of Iron IV, que se passa durante a Segunda Guerra Mundial.